# Alınyazı
Alınyazı (kurdisch Hozavit) ist ein fast verlassenes Dorf im Landkreis Yayladere der türkischen Provinz Bingöl. Die Siedlung liegt 20 km nordöstlich von Yayladere auf einer Höhe von 1550 m über dem Meeresspiegel. Auf Karten wird die Ortschaft bisweilen auch als „Altınyazı“ aufgeführt. Alınyazı wurde im Jahre 2010 von zwei Familien bewohnt. 1976 hatte die Zahl der Einwohner noch 323 betragen. Das Türkiye ve Orta Doğu Amme İdaresi Enstitüsü gibt für die Jahre 1997 und 2000 Keine Einwohnerzahlen an. In den demographischen Statistiken des staatlichen Statistikamtes ab 2007 wird die Ortschaft nicht genannt. Gegenwärtig gibt es Bestrebungen mit Hilfe eines Solidaritätsvereins, die Wiederansiedlung zu bewerkstelligen.
In der Umgebung von Alınyazı gibt es die Hozavit-Thermalquelle mit einer Temperatur von 48 °C.